# Edward Rimbault
Edward Francis Rimbault, född 13 juni 1816 i London, död där 26 september 1876, var en engelsk musikutgivare och musikhistoriker. 
Rimbault var från sitt sjuttonde år organist vid olika kyrkor, men sysslade mest med musikhistorisk forskning och höll från 1838 föreläsningar över den engelska musikens historia. Han deltog i stiftandet av Musical Antiquarian Society, 1841, och ombesörjde dess utgivning av äldre engelska tonsättare, blev samma år sekreterare och redaktör i Motet Society, som utgav verk av bland andra Giovanni Pierluigi da Palestrina och Orlando di Lasso, samt 1842 ledamot av Kungliga Musikaliska Akademien i Stockholm och 1848 hedersdoktor vid Harvard University. Hans föreläsningar (bland annat vid University of London) stod i högt anseende. Han utgav en mängd engelsk kyrkomusik, förutom äldre världsliga tonverk, och utarbetade piano- och harmoniumskolor, skrev bland annat en orgelhistoria (1855), The Pianoforte, its Origin, Progress and Construction (1860) och komponerade visor samt några sångspel.